# Ireček
Ireček (bulharsky Иречек) je vesnice v Dobričské oblasti Bulharska. Nazvána je na počest českého historika a politika Konstantina Jirečka.
Ves vznikla ve 20. letech 20. století a stojí v ní na čtyřicet domů, které jsou využívány především k rekreaci. Je zde hlášeno 8 obyvatel.